# Йду до вас!..
«Йду до вас!..» (рос. Иду к вам!..) — радянський чорно-білий художній фільм 1961 року, знятий режисером Валентином Павловським на Ялтинській кіностудії.

## Сюжет
Олексій Ковальчук (Юрій Боголюбов), який мріє про дальні плавання, служить на рятувальному судні «Грумучий» і дошкуляє своєю недисциплінованістю всю команду. Капітан та матроси безнадійно беруться за його перевиховання. І лише у боротьбі зі стихією при порятунку корабля «Білогірськ» Олексій виявляє зібраність і рішучість — і врешті-решт вирішує залишитися на «Грумучому».

## У ролях
- Іван Переверзєв — Ємельянов, капітан буксира
- Микола Крючков — Рева, боцман
- Юрій Боголюбов — Олексій Ковальчук
- Валентин Черняк — Ілля Романенко
- Тетяна Пілецька — Лариса, судновий лікар
- Вікторія Духіна — Люся
- Маргарита Кошелєва — Женя
- Вітольд Янпавліс — старпом
- Володимир Вовчик — Костянтин Соломатін
- Геннадій Петров — Чижевський
- Леонід Кадров — Павло Поздняков
- Ганна Ніколаєва — мати хлопчика
- Валентин Голубенко — Серж, приятель Ковальчука
- В епізодах: Олександр Толстих, В. Сміян, А. Шакін, А. Сошинський, Г. Болдиревський, Леонід Слісаренко (матрос) та ін.

## Знімальна група
- Автор сценарію: Володимир Абизов
- Режисер-постановник: Валентин Павловський
- Оператор-постановник: Вадим Іллєнко
- Композитор: Климентій Домінчен
- Автор тексту пісень: Володимир Карпеко
- Звукооператор: Л. Голубєва
- Режисер: А. Куц
- Оператор: Олександр Княжинський
- Художник-декоратор: Петро Максименко
- Художник по костюмах: І. Дунаєва
- Художник по гриму: І. Пироженко
- Комбіновані зйомки: 
  - художник — Валентин Корольов
  - оператор — Олександр Пастухов
  - підводні зйомки — Б. Юрченко
- Режисер монтажу: К. Шаповалова
- Редактор: С. Кузнецова
- Оркестр Українського радіо, диригент — Костянтин Симеонов
- Директор картини: І. Морозов